# Arado Ar 76
L'Arado Ar 76 est un avion militaire allemand d'entraînement avancé à la chasse de l'entre-deux guerres.

## Origine
En Allemagne comme en France il y eut durant les années 1930 des partisans du chasseur "jockey", monoplace léger capable d’assurer des missions de défense territoriale et, accessoirement, d’avion d'entraînement avancé à la chasse. Un des premiers programmes officiellement lancé par le C-Amt portait donc sur un Heimatschutzjäger (chasseur de défense du territoire national). Parce que le concept avait déjà été évalué durant la décennie précédente, mais aussi et surtout parce que le Luftfahrtkommissariat s’intéressait principalement à l’aspect entraînement et que les besoins étaient importants, 4 constructeurs présentèrent des prototypes : 
- Arado (Ar 76),
- Focke-Wulf (Fw 56),
- Heinkel (Heinkel He 74)
- et Henschel (Hs 121 et Hs 125).

## Trois prototypes
Le prototype Ar 76a [D-ISEN] prit l’air à l’automne 1934. On retrouvait sur ce monoplan à aile parasol de construction mixte dessiné par Walter Blume le train fixe cantilever caréné de l'Ar 68 dont les lignes générales du fuselage étaient conservées, le C-Amt imposant comme moteur le même Argus As 10C de 240 ch. Ce premier prototype s’écrasant après quelques heures de vol, il fut remplacé par les Ar 76 V2 [D-IRAS] et V3 [D-ISEN] en 1934. Ces appareils se distinguaient par un stabilisateur sans dièdre et reculé par rapport à la dérive, qui rendait la mise en vrille pratiquement impossible. Ce qui devait conduire finalement la Luftwaffe à lui préférer le Focke-Wulf Fw 56 Stösser.

## Petite série
Cet avion était pourtant sain et une petite série de 190 Ar 76A-1 fut mise en service en 1936 dans les écoles de chasse allemandes où, une fois au point, cet avion servit honorablement, soit comme avion d'entraînement avec une mitrailleuse et 3 bombes de 10 kg sous le fuselage, soit d’entraînement à la chasse avec 2 MG 17 de capot (250 coups chacune).